# Prosevania sumatrensis
Prosevania sumatrensis är en stekelart som först beskrevs av Günther Enderlein 1905.  Prosevania sumatrensis ingår i släktet Prosevania och familjen hungersteklar. Inga underarter finns listade i Catalogue of Life.